# Estação Manuel Montt
A Estação Manuel Montt é uma das estações do Metrô de Santiago, situada em Santiago, entre a Estação Salvador e a Estação Pedro de Valdivia. Faz parte da Linha 1.
Foi inaugurada em 31 de agosto de 1980. Localiza-se no cruzamento da Avenida Nueva Providencia com a Avenida Manuel Montt. Atende a comuna de Providencia.